# Renansart
Renansart – miejscowość i gmina we Francji, w regionie Hauts-de-France, w departamencie Aisne.
Według danych na styczeń 2014 roku gminę zamieszkiwały 172 osoby, a gęstość zaludnienia wynosiła 19,7 osób/km².